# 悪夢
悪夢（あくむ 英:Nightmare）は、睡眠時に見る嫌な夢。もしくは、悪い夢のこと。また比喩表現として、この世のものとは思えない程の悲惨な光景のことを指す場合もある。

## 概要
古くから見られる現象で、小説や絵画、映画などの芸術の題材としても多数取り上げられている。おもに日常的にストレスを感じた時のほか、何らかの精神的なショックや、心理的なトラウマによって引き起こされる場合が多く、悪夢に関する空想上の生き物も数多く作られてきた。現実で凄惨な物を見たり、体験したり、それが原因でPTSDなどになると、夢で何度もそれを体験することがあり、新たな病気に発展することがある。
通常、夢は記憶には残りにくい。それは睡眠中、起床時よりも記憶を固定する神経伝達物質が減少するためである。だが、とりわけ悪夢は比較的記憶に残りやすく、世界中の研究データにおいても、それぞれに見た夢に関するキーワードは、得てしてネガティブなものが多いという。

## 日常的ストレスから来る悪夢

### 心の浄化作用としての悪夢
夢を観る事によって、気持ちが多少なりともすっきりするという浄化作用が起こるという点があり、これは怖い夢や悲しい夢といった悪夢でも、それなりの効用があるとされる。昼間の思い出したくない出来事を解消するため、いわば現実の反動によって悪夢＝浄化作用が生じるというのは、通常の悪夢の場合であり、PTSDなどの原因で観るケースは例外とされる。そのため、通常の悪夢は心の健康維持に役立っている（自動的な健康管理）とさえいえ、必ずしも健康的害ではないという。

### 日常記憶を断捨離するための悪夢
睡眠には、脳内でヒトが日常生活で処理出来なかった記憶や、溢れかえってしまった情報を整理整頓・取捨選択する役割も担っている。夢とは、脳が記憶を整理する過程で見る、その断片的な記憶である。
悪夢はとかく『縁起が悪い』『心理的にネガティブな事象』という印象を持たれがちであるが、悪夢とは、このような悪い情報を適切に断捨離するために役立っているという説がある。

### 悪夢の特徴
東洋大学社会学部教授の松田英子が実施した聞き取り調査によると、頻出語順に序列したところ、年代における差は殆ど無かった。 『追いかける』『追う』『走る』『殺す』『死ぬ』『亡くなる』『落ちる』『飛び降りる』といった言葉は世代を問わず共通しており、世界的にも同様の結果となっていたという。
| 高齢者     | 大学生     | 高校生     |
| ---------- | ---------- | ---------- |
| 追いかける | 夢         | 夢         |
| 走れる     | 追いかける | 殺す       |
| 落ちる     | 人         | 死ぬ       |
| 歳         | 自分       | 落ちる     |
| 悪夢       | 殺す       | 家族       |
| 亡くなる   | 見る       | 殺人       |
| 覚める     | 逃げる     | 追う       |
| 追う       | 待つ       | 飛び降りる |
| いつ       | 家         | 撃つ       |
| 子供       | 出る       | 包丁       |

### トレーニング
睡眠中に『これは夢である』と自覚しながら、そのストーリーをコントロールする明晰夢の訓練や、就寝前にネガティブな思いを逡巡させず、ポジティブな思いを馳せて就寝すると、良い夢を見る可能性が高くなるとされる。（『好きな人の写真を枕の下に入れて眠るとその人が夢に出てくる』というようなジンクスも有効的であるとされる。）さらに、夢の内容を誰かに話すことも、夢の結末を『こうだったらいいな』『こうなれば良かったのに』と上書きすることによって、その後の夢によい影響をもたらしやすくなるトレーニングに繋がる。

## 心的外傷後ストレス障害（PTSD）による悪夢
神経科学者によれば、強烈な恐怖の瞬間は、情動の神経回路に記憶としてくっきり刻まれると考えられている。集団で事件に会った子供の場合は、自分も間もなく死ぬのではないかといった不安をかきたてるような夢を見たり、夢を観るのが恐くて目を見開いたまま寝ようとするなどの変化が見られ、精神科医の間では心的外傷後ストレス障害（PTSD）の典型的な症状として知られている。
PTSDでの悪夢は「再体験症状」といい、トラウマとなった不快で苦痛な出来事がフラッシュバックとして夢の中に繰り返し現れることである。このような症状が1ヶ月以上続けばPTSDと診断される。
思弁的ではあるが、精神分析学者のジグムント・フロイトは憎むべき不快なはずである体験を反復再現させる戦争神経症（シェル・ショック）の悪夢について、「反復強迫（ヴィーダホールングスツバンク）」と名付けている（戦闘ストレス反応も参照）。ただ、「死の衝動」（死の本能）はあくまで彼の仮説である。

### 治療
PTSDによる悪夢の場合、PTSDそのものを治療することが重要である（治療法については、「PTSD#治療」を参照）。
また、不眠や悪夢の治療はPTSD症状自体の改善にもつながるため、悪夢そのものに対する治療も積極的に行うことが大切である。

#### 薬物療法
PTSDにより出現する悪夢に対する治療法として、薬剤を用いた治療が行われる場合がある。
特発性悪夢と外傷後悪夢の両方に有効性が報告されている薬物として降圧薬のプラゾシン、一部のベンゾジアゼピン系睡眠薬がある。

#### 非薬物療法
PTSDにより出現する悪夢に対する精神療法として、認知行動療法を基盤とする介入がいくつか存在する（Imagery Rehearsal Therapy、Imagery Rescripting、Exposure, Relaxation and Rescripting Therapyなど）。どの介入法にも共通する内容は、以下の三点である。
1. 睡眠や夢に関する心理教育
2. 夢の内容や変えたい内容を書き記す（具体的に悪夢のストーリーを書き出し、それを変えて新たなストーリーを記載するなど）
3. 新しい夢の内容を日々練習する（就寝前に新しい夢のストーリーやイメージを、繰り返しリハーサルしたり想像したりするなど）

この治療法は、特発性悪夢と外傷後悪夢の両方に有効であり、不眠症に対する認知行動療法（CBTI; Cognitive Behavioral Therapy for Insomnia。「不眠症#認知行動療法」も参照）と組み合わせて用いられることもある。CBTIの主な内容としては、睡眠制限（就寝を無理に早めない）、刺激統制（睡眠を取ること以外に布団・ベッドを利用しない）、睡眠衛生の心理教育（「睡眠衛生」を参照）などがあげられる。また、漸進的筋弛緩法などの、リラクセーション法が用いられる場合もある。

## 薬剤の副作用による悪夢
主にβブロッカーの精神神経系副作用として悪夢が多いと報告されているが、作用機序は明らかになっていない。
医薬品の添付文書に「悪夢」「異常な夢」の副作用が記載されている薬剤は、以下の通りである。
βブロッカー
- アテノロール（商品名 テノーミン）
- カルテオロール（商品名 ミケラン）
- ピンドロール（商品名 カルビスケン）
- メトプロロール（商品名 セロケン、ロプレソール）
- ベタキソロール（商品名 ケルロング）
- プロプラノロール（商品名 インデラル）

抗パーキンソン薬
- アマンタジン（商品名 シンメトレル）
- タリペキソール（商品名 ドミン）
- ドロキシドパ（商品名 ドプス）

抗アレルギー薬
- エピナスチン（商品名 アレジオン）
- フェキソフェナジン（商品名 アレグラ）

向精神薬
- クロミプラミン（商品名 アナフラニール）
- フルボキサミン（商品名 ルボックス、デプロメール）
- マプロチリン（商品名 ルジオミール）
- タンドスピロン（商品名 セディール）

睡眠薬
- スボレキサント（商品名 ベルソムラ）
- レンボレキサント（商品名 デエビゴ）
- ダリドレキサント（商品名 クービビック）

その他
- ミダゾラム（商品名 ドルミカム）
- ブプレノルフィン（商品名 レペタン）[9]
- バレニクリン（商品名 チャンピックス）

## 独立した精神障害としての悪夢
他の身体・精神疾患という特定できる理由がないにもかかわらず悪夢が高い頻度で生じて重大な障害を及ぼしている場合はDSM-5にて悪夢障害（あくむしょうがい英語: 
Nightmare Disorder）という睡眠障害の一種と見なされている。ICD-9では「他の非器質性睡眠障害」の一つとされていたがICD-10で独立した診断名となった。

## 一生に観る悪夢の時間
人間が一生に観る夢は総じて6年間という研究結果もある。つまり、一生で観る夢の半分が悪夢だったとしても3年前後であり、仮に全て悪夢だったとしても6年前後ということになる。人類全体の平均寿命を60代にしても、人生の10%に満たず、夢の半分を悪夢としても人生の5%前後である。

## 悪夢を題材とした作品
映画
- エルム街の悪夢
- 未来世紀ブラジル
- the Cell
- パプリカ

テレビドラマ
- 悪夢ちゃん

詩・小説
- 悪夢探偵
- バルドルの夢
- ドグラ・マグラ

ゲーム
- Bloodborne
- キャサリン
- 零 －刺青ノ聲－

音楽
- 『悪夢の叫び』聖飢魔II
- 『毎晩、悪夢が落ちてくる』C-C-B
- 『一週間の悪夢』チェッカーズ
- 『悪夢の添乗員』人間椅子

## 悪夢を観させる存在の伝承
- エムプーサ：ギリシャ神話に登場する夢魔。
- ハッグ：イギリスの伝承に登場する怪しい老婆。
- 臨月天光：為永春水の随筆『閑窓瑣談』によれば、悪夢除けのまじないとして、「臨月天光と三度呼ぶ」ことと記されており、悪夢をもたらす鬼神の名とみられ、悪夢を見せた正体の名をとなえることで見破り、吉夢に転換させる意味があったものと考えられる[12]。
- 牛頭馬頭：地獄の使者。厳密には悪夢を見せる能力はないが、『平家物語』の記述において、平清盛の危篤時に二位殿が観た凶夢として登場し、清盛の悪行が酷い為、閻魔庁から邸宅へ迎えに来た旨の話をし、それ自体が悪夢として登場する存在である語りとなっている。

## 備考
- 古代日本において悪夢の語意に該当する言葉は、「寝怖（ねおび）る」（恐ろしい夢を見ておびえる）がこれに当たり、『源氏物語』（若紫・若菜）にも記述がみられる（寝怖れて泣きじゃくる）。